# ウェイン・ニュートン
ウェイン・ニュートン（Carson Wayne Newton, 1942年4月3日 - ）は、アメリカ合衆国のポピュラー音楽の歌手兼俳優。バージニア州ロアノーク出身で、ポウハタン族やチェロキー族など、複数のインディアン部族を祖先に持つ。

## 来歴
40年以上にもわたって、ラスベガスで3万回以上ものソロ・ショーを行い、「ラスベガスの帝王」または「ミスター・ラスベガス」と称されるエンターテイナーで、エルヴィス・プレスリーやフランク・シナトラをしのぐ観客動員力を誇った。
ニュートンは、10代のころ兄と「ニュートン・ブラザーズ」というコンビを結成し活動していたが、歌手兼音楽プロデューサーのボビー・ダーリン（Bobby Darin）に見出され、ソロ歌手として飛躍した。「ダンケ・シェーン(Danke Schoen)」や「ブルー・レディに紅いバラ（Red Roses for a Blue Lady）」などがヒット、190センチ近い長身でありながら、そばかす顔の童顔で少女のようなユニークな歌声の持ち主というギャップが人気を呼んだ。変声期を迎えてからは、口髭を蓄え、どちらかというとセクシーで男性的な大人のエンターテイナーに路線転向した。
1992年12月12日付のキャッシュボックスの「Top 100」で、当時大ヒットしていたホイットニー・ヒューストンの「オールウェイズ・ラヴ・ユー」を抑えてニュートンの「The Letter」が1位を獲得した。その一方で、「The Letter」はBillboard Hot 100やラジオ&レコーズでは1位はおろかチャートインさえしなかった。
ニュートンは俳優として『007 消されたライセンス』や『ベガス・バケーション』に重要な役柄で出演したばかりではなく、プロデューサー、実業家としても成功を収めた。また、出版した自伝は全米でベストセラーになった。13種類もの楽器を演奏するマルチ・プレーヤーでもある。